# 나라 호텔
나라 호텔(일본어: 奈良ホテル 나라호테루[*], 영어: Nara Hotel)은 일본 나라현 나라시에 있는 호텔이다.

## 같이 보기
- 후지야 호텔
- 닛코 가나야 호텔
- 데이코쿠 호텔
- 호시료칸
- 도고 온천 (에히메현)